# Matrixeffect
Het matrixeffect is in de analytische scheikunde een effect waarbij de meetwaarde verandert door de aanwezigheid in het monster van een andere stof dan de analyt. De term matrix wordt gebruikt voor alle overige aanwezige stoffen in een monster naast de analyt. Het matrixeffect speelt bijvoorbeeld een rol bij de analyse van urine en bloed. Wanneer er geen rekening wordt gehouden met het matrixeffect kan het resultaat onbetrouwbaar zijn. De toegepaste analytische methode zal dan leiden tot een slechtere reproduceerbaarheid; resultaten worden beïnvloed.

## Voorbeeld
Voor de bepaling van calcium kan gebruikgemaakt worden van de analytische methode AAS. De aanwezigheid van fosfaat of sulfaat in het monster verhindert de vorming van vrije calcium-atomen. Deze vrije calcium-atomen zijn nodig om in de AAS-meting een signaal te krijgen dat iets zegt over de hoeveelheid calcium in het monster. In de analytische chemie is het optreden van een matrixeffect lang niet altijd te voorkomen of te verhelpen. Om toch analytisch correcte resultaten te verkrijgen is wel een correctiemethode beschikbaar.

## Standaard additie
Door een ijkreeks te maken die bestaat uit oplossingen die voor de helft bestaan uit het monster waarin gemeten moet worden en voor de helft uit oplossingen met een bekende maar wisselende hoeveelheid van de te meten component zal voor alle oplossingen het matrixeffect gelijk zijn. De bekende wisselende concentraties maken het mogelijk een ijklijn op te stellen, waar ook de constante bijdrage van het monster aan moet voldoen. Op deze manier is de concentratie in het monster te bepalen.

### Praktijk van de standaard additie
Voor de bepaling van bijvoorbeeld calcium in een monster wordt doorgaans eerst een "normale" bepaling gedaan: een ijkreeks met water als oplosmiddel en het monster zoals het toevallig is. Hoewel nog geen exacte uitspraak over de concentratie calcium te doen is, zal de grootte-orde wel juist zijn. Hiermee is bekend of, en zo ja hoeveel, het monster eventueel verdund moet worden. Vervolgens wordt de noodzakelijke verdunning gemaakt en dan een reeks oplossingen volgens onderstaand recept:
| Conc. ijkoplossing (ppm) | IJkoplossing (mL) | Monster (mL) | Absorptie | Grafiek |
| --- | ----------------- | ------------ | --------- | ------- |
| 0 | 5                 | 5            | 0,350     |         |
| 1 | 5                 | 5            | 0,455     |         |
| 2 | 5                 | 5            | 0,558     |         |
| 3 | 5                 | 5            | 0,659     |         |
| 4 | 5                 | 5            | 0,760     |         |
| 5 | 5                 | 5            | 0,850     |         |
| Bij de grafiek: A = de serie meetpunten; B = de beste lijn door de meetpunten Excel; C = de beste lijn zonder de bijdrage van het monster; D = het signaal van het monster. Via Excel is uit te rekenen dat de concentratie monster 3,48 ppm moet zijn. |                   |              |           |         |

Een alternatieve (grafische) manier om de concentratie te bepalen is het verlengen van de lijn door de oorspronkelijke meetpunten tot het snijpunt met de x-as, de daarbij horende x-waarde is de concentratie. Eigenlijk wordt hier een negatief getal gevonden, de concentratie is de absolute waarde van dat getal.